# NGC 1330
NGC 1330 is een groep sterren in het sterrenbeeld Perseus. Het hemelobject werd op 14 december 1881 ontdekt door de Franse astronoom Édouard Jean-Marie Stephan. Door de schaarste aan sterren in deze groep en de merkwaardige kruisvorm ervan kan dit object gerangschikt worden in de lijst van telescopische asterismen.